# 物理学前沿
《物理学前沿》（英語：Frontiers of Physics），原名《中国物理学前沿》（Frontiers of Physics in China），是由中国高等教育出版社与德国施普林格科学+商业媒体联合出版的同行評審英文学术期刊。《中国物理学前沿》创刊于2006年，起初为季刊，ISSN号为1673-3487，在线ISSN号为1673-3606。为提高国际化水平，2011年第1期起改名《物理学前沿》，2012年起改为双月刊。《物理学前沿》是中华人民共和国教育部主管、高等教育出版社主办的“前沿”（Frontiers）系列英文学术期刊之一。
《物理学前沿》编辑部的目标是建设中国版的《现代物理评论》。
《物理学前沿》现任总主编为北京大学赵光达教授，执行主编为北京大学李定平教授。清华大学龙桂鲁教授、上海交通大学张卫平教授、北京大学王楠林教授、中国科学院高能物理研究所李海波研究员担任主编。